# Colby (hrabstwo Clark)
Colby – miasto w Stanach Zjednoczonych, w stanie Wisconsin, w hrabstwie Clark.